# Maurice Vandair
Ne pas confondre avec Maurice Vander, pianiste et compositeur de chansons français (1929-2017)
Maurice Vandair (de son vrai nom Maurice Antoine Vanderhaeghen), né le 24 juin 1905 à Tournan-en-Brie et mort le 5 décembre 1982 à Marseille, est un parolier et compositeur français. 
Le texte de la chanson Jeunesse, écrit en 1934 et interprété l'année suivante par Reda Caire, est son premier succès. Il a été le parolier d'Henri Betti de 1941 à 1947 avec lequel il a écrit les chansons de Maurice Chevalier pendant la Seconde Guerre mondiale.
Il écrit de nombreux textes de chansons à succès dans les années 1930 et 1940 :
- Jeunesse (1935) (musique d'Henry Himmel)
- Le Refrain des Chevaux de Bois (1936) (musique de Maurice Alexander)
- Tel qu'il est (1936) (musique de Maurice Alexander)
- Barnum-Circus (1941) (musique de Rudi Revil)
- La Rue de notre Amour (1941) (musique de Maurice Alexander)
- Dans les Plaines du Far-West (1941) (musique de Charles Humel)
- La Chanson du maçon (1941) (musique d'Henri Betti)
- La Marche de Ménilmontant (1942) (musique de Charles Borel-Clerc)
- La Guitare à Chiquita (1943) (musique d'Henri Bourtayre)
- La Fête à Neu-Neu (1943) (musique d'Henri Betti)
- Fleur de Paris (1944) (musique d'Henri Bourtayre)
- La Belle de Cadix (1945) (musique de Francis Lopez)
- Le Régiment des mandolines (1946) (musique d'Henri Betti)
- Où sont tous mes amants ? (1935) (musique de Charles Cachant)
- Ah ! La danse atomique (1946) (musique de Henri Decker)